# Гонец (бриг, 1818)
«Гоне́ц» — двадцатипушечный бриг Балтийского флота Российской империи, построенный в Санкт-Петербурге в 1818 году, последний из трёх бригов типа «Феникс». За время несения службы в составе флота использовался для выполнения практических плаваний в Балтийском море, Финском заливе и шхерах, а также несения брандвахтенной службы в Роченсальме. По окончании службы бриг был разобран в Свеаборге.

## Описание брига
Парусный бриг с деревянным корпусом, третий из трёх бригов типа «Феникс», строившихся с 1809 по 1818 год в Кронштадте и Санкт-Петербурге. Водоизмещение брига составляло 470 тонн, длина по сведениям из различных источников — от 30,12 до 30,2 метра, ширина от 9,35 до 9,4 метра, глубина интрюма — 3,8—3,81 метра, а осадка — 4,1 метра. Вооружение судна составляли двадцать 24-фунтовых карронад, а экипаж состоял из 85 человек.
Один из двух бригов и восьми одноимённых парусных судов, которые несли службу в составе Российского императорского флота. В составе Балтийского флота нёс службу одноимённый бриг 1808 года постройки, а также  одноимённые транспорт 1785 года постройки, парусный катер 1800 года постройки и шхуна 1829 года постройки, а в составе Черноморского флота одноимённые шхуны 1820, 1835 и 1878 годов постройки.

## История службы
Бриг «Гонец» был заложен 20 марта (1 апреля) 1817 года на стапеле Главного адмиралтейства в Санкт-Петербурге и после спуска на воду 27 июля (8 августа) 1818 года вошёл в состав Балтийского флота России. Строительство вёл корабельный мастер 6-го класса А. И. Мелихов.
В кампании 1821 и 1822 года выходил в практические плавания в Финский залив и Балтийское море в составе эскадры кораблей Балтийского флота под общим командованием вице-адмирала Р. В. Кроуна. 
С 1823 по 1825 год нёс брандвахтенную службу у Роченсальма. C 1825 по 1827 год вновь находился в практических плаваниях в Балтийском море и Финском заливе, в том числе совершал плавания между Ронченсальмом и Свеаборгом в финляндских шхерах.
По окончании службы в 1828 году бриг «Гонец» был разобран в Свеаборге.

## Командиры брига
Командирами брига «Гонец» в составе Российского императорского флота в разное время служили:
- капитан-лейтенант П. А. Караулов (1821—1822 годы)[11];
- лейтенант Н. Б. Чеславский[комм. 5] (1823—1824 годы)[13];
- лейтенант В. М. Матюшкин (1825—1827 годы)[9].